# Verbrüsselung
Verbrüsselung ist ein politisches Schlagwort, das vom ehemaligen Brüsseler Korrespondenten der Wochenzeitschrift Die Zeit, Jochen Bittner, geprägt wurde.
Bittner beschrieb damit, dass Politiker, die in die EU-Zentrale in Brüssel arbeiten, nur in ihren eigenen Kreisen verkehren, sich vom realen Leben abschotten und dadurch weltfremde Gesetze beschließen.
Das Schlagwort wurde wiederholt in Medien wie Zeitungen und Fernsehsendungen verwendet.